# Laurium
Laurium é uma vila localizada no estado americano de Michigan, no Condado de Houghton.

## Demografia
Segundo o censo americano de 2000, a sua população era de 2126 habitantes.
Em 2006, foi estimada uma população de 2014, um decréscimo de 112 (-5.3%).

## Geografia
De acordo com o United States Census Bureau tem uma área de
1,7 km², dos quais 1,7 km² cobertos por terra e 0,0 km² cobertos por água. Laurium localiza-se a aproximadamente 385 m acima do nível do mar.

## Localidades na vizinhança
O diagrama seguinte representa as localidades num raio de 8 km ao redor de Laurium.